# Клей
Клей — розчин, дисперсія чи розплав переважно високомолекулярних органічних або неорганічних речовин природних або штучних, які застосовують для з'єднання (склеювання) матеріалів. З'єднання відбувається внаслідок утворення між склеюваними поверхнями та клейовим прошарком міцних адгезійних зв'язків, обумовлених міжмолекулярною та міжатомною взаємодією. Адгезійні зв'язки посилюються взаємною дифузією атомів матеріалів, що контактують.
Для доброго прилягання один з матеріалів — клей — має бути пластичним, а другий — твердим.
Клеї частіше за все являють собою в'язкі рідини або пасти, клеї-розплави являють собою тверді матеріали та можуть бути у вигляді плівки, стрижнів, брусків, гранул.

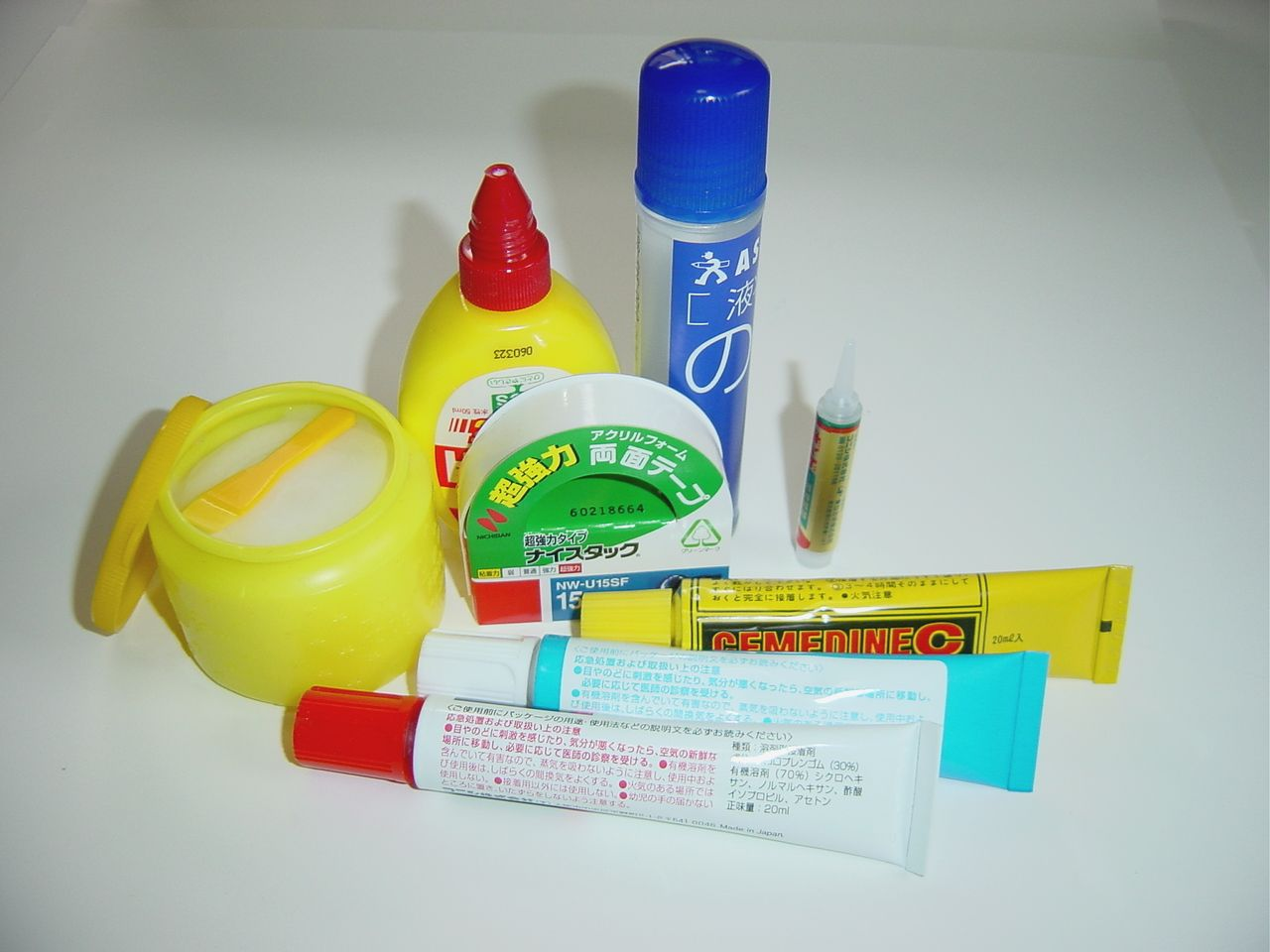
Різні види клею

## Компоненти клеїв
Основним компонентом клеїв є високомолекулярна сполука з адгезійними властивостями, до якої можуть додаватися розчинники, затверджувачі, каталізатори, пластифікатори, зміцнювачі тощо.
Розчинники (спирти, бензин) забезпечують необхідну в'язкість клею, затверджувачі та каталізатори переводять клейовий прошарок із в'язкого у твердий стан, прискорюючи реакції полімеризації або поліконденсації.
Пластифікатори покращують прилягання шару клею до склеюваних поверхонь. Зміцнювачі — мінеральні порошки, що зміцнюють клейове з'єднання.

## Загальні відомості
Важливими умовами отримання якісного клейового з'єднання є температура й вологість повітря на момент зклеювання. Найменші напруги виникають у клеєвих з'єднаннях за нормальної температури, коли основними є лише усадкові напруги. Їхня величина залежить від складу клею й розмірів клейового шару. Залишкові напруги у клеєвих з'єднаннях також залежать від температури тверднення - час досягнення максимальної величини залишкових напруг зменшується із підвищенням температури, а їхня абсолютна величина зростає.
За низьких температур клеєві з'єднання можуть зазнавати впливу термічних, механічних короткочасних й тривалих навантажень, термоударів. Експлуатація може проходити в умовах глибокого вакууму, кріогенних газоподібних й рідких середовищ тощо.
При кріогенних температурах клеєві прошарки у з'єднаннях знаходяться у склоподібному стані, оскільки температура склування більшості полімерних клеїв лежить у інтервалі -60 - +80 С. З пониженням температури когезійна міцність клеїв зростає внаслідок зміцнення полімерного в'яжучого. Руйнування твердих матеріалів, якими є клеї за кріогенних температур, відбувається в результаті росту тріщин, які виникають у місцях, де локальні напруги перевищують когезійну міцність клею. Також впливає міцність адгезійного зв'язку на межі поділу адгезив-субстрат. Адгезійна міцність клеєвих з'єднань з пониженням температури також зростає, що пояснюється руйнуванням полімеру по хімічних зв'язках, більш міцних, ніж міжмолекулярні зв'язки.[джерело?]
Клеєві з'єднання у глибокому вакуумі мають здатність до газовиділення, що порушує якість вакууму й погіршує роботоздатність виробів. Причиною газовиділення клеїв є поверхнева десорбція й дифузія газів з внутрішніх шарів матеріалу до поверхні розділу. Газовиділення й виділення низькомолекулярних продуктів, які є присутніми у полімері, призводить до деякої втрати маси матеріалу.

## Класифікація клеїв
1. Природні клеї, це клеї на основі природних полімерів, таких як: желатин, казеїн, камедь, крохмаль тощо;
2. Синтетичні клеї — на основі синтетичних полімерів, їх сумішей;
3. Клеї на неорганічних зв'язуючих сполуках (мінеральні клеї).

### Природні клеї

#### Глютиновий або столярний клей
- Кістковий клей роблять з кісток тварин і птахів. Основною зв'язувального речовиною є желатин. Кістки очищають і перемелюють. Отриманий порошок піддають термічній і кислотній обробці (кислота потрібна для видалення мікроскопічних залишків небажаного сміття). Після цього отриману речовину варять в автоклавах. Завдяки такій обробці кістковий колаген перетворюється на глютин. Отриману рідину формують у пластини чи інші форми і висушують. Перед використанням пластини клею необхідно розкришити і на добу замочити в холодній воді. Опісля розчин потрібно годину варити на водяній бані. Оскільки цей клей просочує деревину, то при варінні до нього можна додати різні добавки, наприклад, антисептики або барвники. Зварений клей потрібно зберігати в прохолодному місці не більше тижня.
- Міздряний клей також виготовляють із решток тварин, але не кісток, а з шкіри. Шматочки шкіри поміщають у розчин вапна, потім обробляють слабкою соляною або сірчаною кислотою. Отриману масу варять при температурі 80-90°С, заливають у форми й охолоджують. Залежно від якості, є п'ять сортів міздрового клею: екстра, вищий, 1-й, 2-й і 3-й. Безпосередньо до використання міздровий клей готують так само, як і кістковий.
- Риб'ячий клей вищої якості отримують розмочуванням у теплій воді або вапняному молоці внутрішньої оболонки плавального міхура риб. Для нижчих сортів використовують рибні відходи (кишки, голови, луску, кістки і дрібну рибу). Спочатку сировину обробляють розчином соляної кислоти, а потім розварюють у воді. Отриманий бульйон фільтрують і переробляють на плитки.
- Столярний клей інтенсивно поглинає вологу з повітря, тому його необхідно зберігати в сухому приміщенні. Що більше в клеї глютину, то інтенсивніше він поглинатиме воду. Наприклад, міздровий клей вбирає в 6-10 разів більше води, ніж його вага, кістковий — у 3-7 разів. Для повного набухання клею потрібно від 12 до 24 год. Хороший плитковий клей — твердий, крихкий і прозорий. У результаті зламу утворюються гострі грані, схожі на жовте скло. Якщо плитка темного кольору, не дає зламу, гнеться, то це ознака низької якості клею. При набуханні такий клей виділяє гнильний запах, плитки його руйнуються, а краї розриваються, вода дуже забруднюється.

#### Казеїновий клей
Цей різновид клею використовують в деревообробці, літакобудуванні. Він має органічну основу — природний білок, що міститься в молоці. Казеїн змішують із фтористим натрієм, содою і купоросом, додають гашене вапно. Продають цей клей у вигляді дрібного сірого порошку. Перед використанням його необхідно перетрусити і, якщо будуть грудки, розтерти їх. Потім порошок треба розвести у воді кімнатної температури в пропорції 1 частина клею в 1,8 води. Перемішати, за 15 хв і, якщо з'явиться піна, зібрати її. Розведений клей зберігає свої властивості протягом 6 годин.
У меблевій і деревообробній промисловості казеїновий клей майже повністю витіснив міздровий і кістковий, оскільки він розчиняється в холодній воді, а це дуже зручно для виробничих умов.
Казеїновий клей більш водостійкий, ніж глютинові, оскільки в його складі є вапно. До недоліків казеїнового клею можна залічити здатність казеїну проникати глибоко в пори деревини. При наклеюванні тонкої декоративної фанери казеїновий клей виступає на лицьову поверхню й залишає на ній непоправні плями. Крім того, висохлий клей стає дуже твердим, при обробці склеєних деталей інструмент швидко затуплюється. Остання обставина не має великого значення для машинного виробництва, але столяр, який загострює інструмент вручну, віддає перевагу традиційному столярному клею.

#### Рослинний клей
До рослинних належать крохмальні клеї, рослинні смоли, а також клеї з сої, люпину, вики та рицини. Через невисокі склеювальні властивості клей рослинного походження для склеювання деревини використовують рідко. Лише клеї з ефірів целюлози, а саме нітроцелюлозні марок АК-20, АГО та стабілін застосовують у меблевій промисловості для приклеювання дерматину, сукна, шкіри та інших шпалерних матеріалів до стільниць столів, сидіння стільців тощо.

### Синтетичні смоляні і гумові клеї
Канцелярський клей

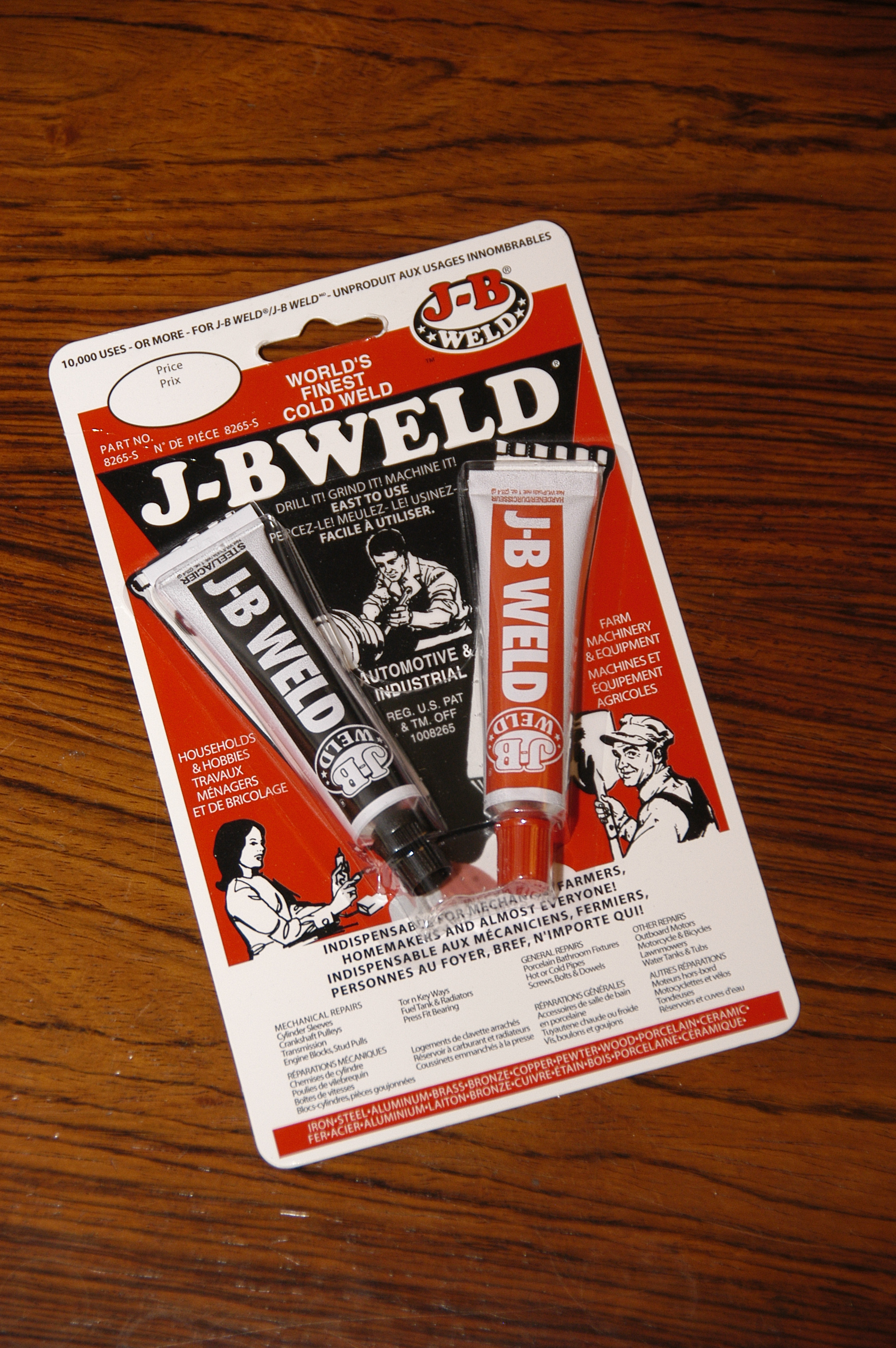
Епоксидний клей

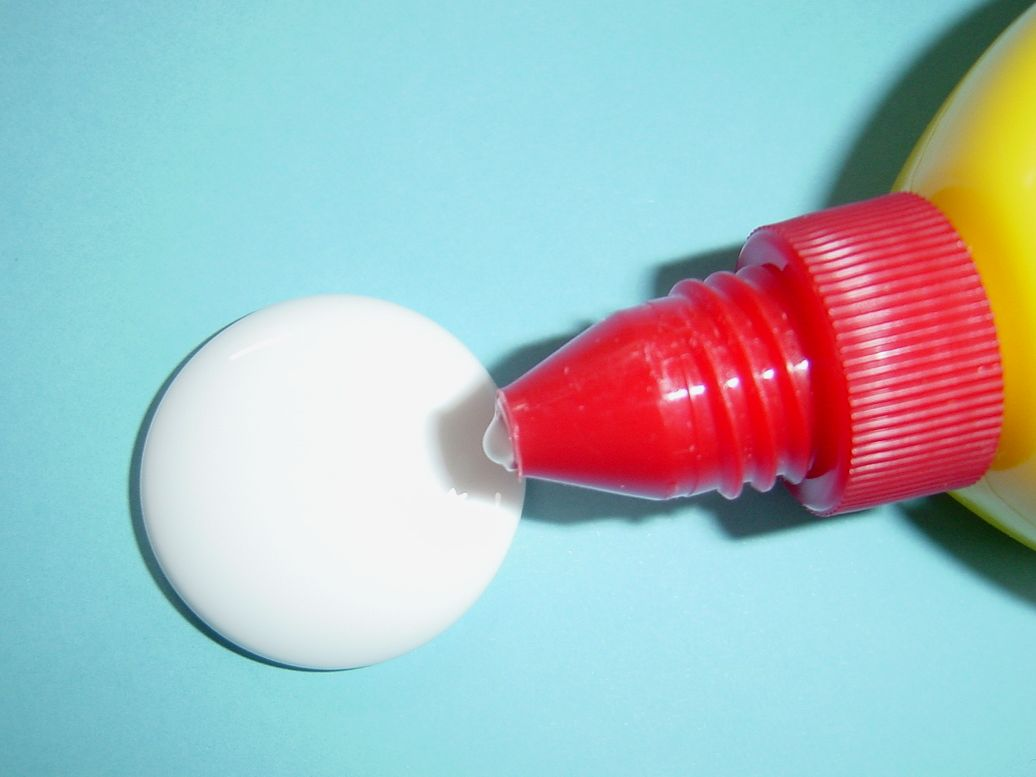
Клей ПВА

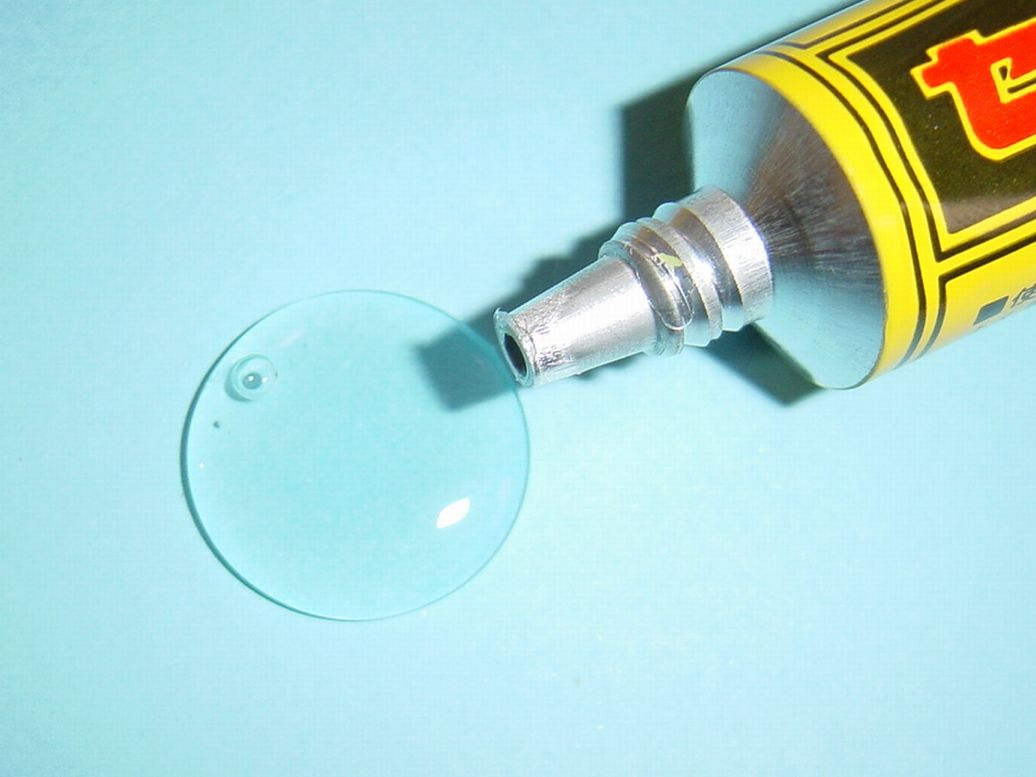
Клей на основі нітрату целюлози

Смоляні клеї можуть бути термореактивними і термопластичними.
Термореактивні смоли використовують для склеювання силових конструкцій з металів і неметалевих матеріалів.
Клеї на основі термопластичних смол мають невисоку міцність, особливо при нагріванні, і використовуються для несилових з'єднань неметалевих матеріалів. До цих клеїв належать фенолокаучукові (ВК-3, ВК-4, ВК-13 та ін), фенолополівінілацеталеві (БФ-2 і БФ-4), фенолокремнійорганічні (ВК-18 і ВК-18М), поліуретанові (ПУ-2, ВК-5, ВК-11,ВК-20), клеї на основі епоксидних смол холодного (Л-4, КЛН-1, ВК-16, ЗПО) та гарячого тверднення (К-153, ФЛ-4С, ВК-1).
Фенолокаучукові клеї добре витримують циклічні навантаження, теплостійкі, водостійкі і можуть використовуватися за різних кліматичних умов для склеювання конструкцій зі склопластиків. Клеї БФ-2 і БФ-4 використовують для склеювання металів, пластмас, кераміки та інших твердих матеріалів. Теплостійкість клейових з'єднань невисока, водостійкість задовільна. Клеї ВК-18 і ВК-18М мають високу вібростійкість, міцність, термостійкість, стійкі до води і тропічного клімату. Вони можуть працювати при температурах 500—600°С. їх застосовують для склеювання інструментів. Клеї ПУ-2, ВК-5, ВК-11, ВК-20 характеризуються високою вібростійкістю, міцністю, стійкістю до нафтових палив і мастил, тривалий час можуть працювати при температурі 350—400°С і короткочасно при 800 °C.
Клеї на основі епоксидних смол є конструкційними силовими клеями. їх застосовують для склеювання металів, склопластиків, кераміки. Для всіх епоксидних клеїв характерна висока механічна міцність, стійкість до впливу атмосфери, стійкість до палива і мінеральних мастил, високі діелектричні властивості. Однак ці матеріали з часом старіють і окрихчуються.
Гумові клеї, в яких основним плівко утворювачем є каучук, відрізняються високою еластичністю і використовуються для склеювання гуми з гумою або гуми з металом та склом. Гумові клеї — це розчини каучуку або гумових сумішей в органічних розчинниках. До складу клеїв гарячої вулканізації додають вулканізуючий агент. Склеювання проводять при температурі 140—150 °С. З'єднання стає міцним, не поступається міцністю основному матеріалу.
При введенні до складу клейової композиції активаторів і прискорювачів отримують клей, що само вулканізується. Для збільшення адгезії в клей вводять синтетичні смоли (наприклад, клей Химконтакт-Паркетний, клей Сапожник чи клей 88Н). Недоліком клею 88Н є нестійкість клеєного з'єднання до гасу, бензину і мінеральних мастил, але воно стійке до морської води. Високу стійкість до впливу мастил і палива мають клеї Фенікс, 9М-35Ф, ФЕН-1. При з'єднанні теплостійких гум на основі кремнійорганічного каучуку з металом застосовують клеї, до складу яких входять кремнійорганічні смоли (КТ-15, КТ-30). Такі сполуки здатні працювати при температурах від — 60 до + 200—300 °С.

#### Струмопровідні клеї
Струмопровідні клеї складаються з малов'язкої або пастоподібної композиції, яка складається як мінімум з двох складових: струмопровідного наповнювача і зв'язуючого елемента.
Класифікація за ступенем електричного опору:
- З низьким питомим опором. Як струмопровідний наповнювач використовується лише метал. Наприклад, дрібнодисперсне золото, срібло або палладій.
- З середнім питомим опором. У ролі наповнювача виступає композит, що складається з графіту і металу в необхідних співвідношеннях.
- З високим питомим опором. Основний струмопровідний компонент — дрібнодисперсний графіт.

Струмопровідний клей «Контактол» базується на основі дрібнодисперсного пороху срібла і синтетичних смол.